# Frans Maassen

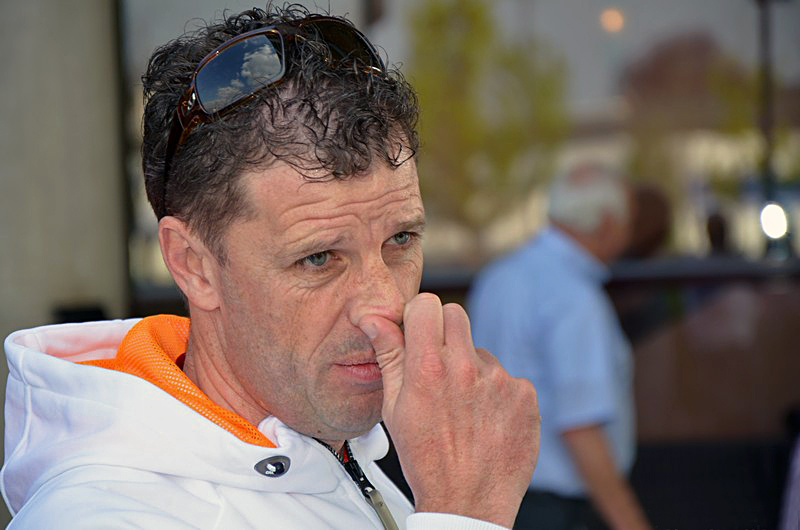
Frans Maassen (2011)

Franciscus Albertus Antonius Johannes „Frans“ Maassen (* 27. Januar 1965 in Haelen) ist ein ehemaliger niederländischer Radrennfahrer.
Frans Maassen war Profi von 1987 bis 1995. Zweimal, 1988 und 1990, gewann er die Belgienrundfahrt. 1994 entschied er die Luxemburg-Rundfahrt für sich und 1991 das Amstel Gold Race. 1989 wurde er niederländischer Meister im Straßenrennen. Achtmal startete er bei der Tour de France, 1990 gewann er eine Etappe. Maasen absolvierte zwanzig Starts bei verschiedenen Rennen der Monumente des Radsports. Dabei wurde er 1989 Zweiter bei Mailand–San Remo sowie 1993 Zweiter der Flandern-Rundfahrt.
1999 übernahm er die Funktion als stellvertretender Sportdirektor beim Team Rabobank.